# Obligationes ex delicto
La obligationes ex delicto è una categoria comprendente le obbligazioni originate dalla commissione di uno dei classici illeciti civilistici, ossia:
- furtum;
- rapina;
- iniuria;
- damnum iniuria datum.

Tali obbligazioni avevano caratteri particolari che le distinguevano da tutte le altre, in particolare:
- intrasmissibilità agli eredi;
- nossalità;
- cumulatività;
- perpetuità delle azioni.

## Nella teoria politica
Nel contesto giusnaturalistico e più in generale della teoria politica, il fondamento dell'obbligazione può essere di natura differente, rispettivamente ex contractu, ossia attraverso un accordo consensuale di tutte le parti; ex generatione, quando il rapporto è predeterminato da legami gerarchici familiari (es: il figlio nei confronti del padre); ex delicto, ovvero attraverso un atto dispotico che stabilisce un legame non naturale tra due individui (es: servo e padrone).